# Basch Edit
Basch Edit (Budapest, 1895. szeptember 30. – Róma, 1980. május 16.) magyar festőművésznő. Bátyja Basch Lóránt (1885–1966) irodalomtörténész, jogász.

## Élete
Basch Gyula (1851–1914) ügyvéd, a Pesti Izraelita Hitközség fiúárvaházának elnöke, a fővárosi törvényhatóság tagja és Fischl Alice (1858–1918) gyermekeként született. Budapesten Iványi-Grünwald Bélánál és Réti Istvánnál tanult, majd a Nagybányai művésztelepen dolgozott. 1917-ben és 1918-ban a budapesti Képzőművészeti Szabadiskolát látogatta. 
Az 1920-as évek végén Párizsban élt, ahol a Salon d’Automne tagja lett és számos alkalommal szerepelt kiállításokon. Hosszabb időt töltött Rodosz szigetén is. 1931 és 1933 között Rómában tanult, majd ott telepedett le. 1932-ben az Ernst Múzeumban volt gyűjteményes kiállítása. A Babits Mihályról készült portréja a Magyar Nemzeti Galéria birtokában van. A római Protestáns temetőben nyugszik.